# Sierndorf
Sierndorf es una localidad del distrito de Korneuburg, en el estado de Baja Austria, Austria, con una población estimada a principio del año 2018 de 3933 habitantes. 
Se encuentra ubicada al noreste del estado, a poca distancia al norte de Viena y del río Danubio.